# Predazzite
La predazzite è una roccia metamorfica composta da brucite marmorea, ridotta in ossido di magnesio e arricchita in ossido di calcio rispetto alle rocce dolomitiche, simile alla pencatite.
Il nome deriva dalla località di Predazzo, in Val di Fiemme (Trentino), dove venne osservata e descritta per la prima volta nel 1820 da Giuseppe Marzari Pencati e studiata dal farmacista Demetrio Leonardi che le diede il nome.

## Osservazione

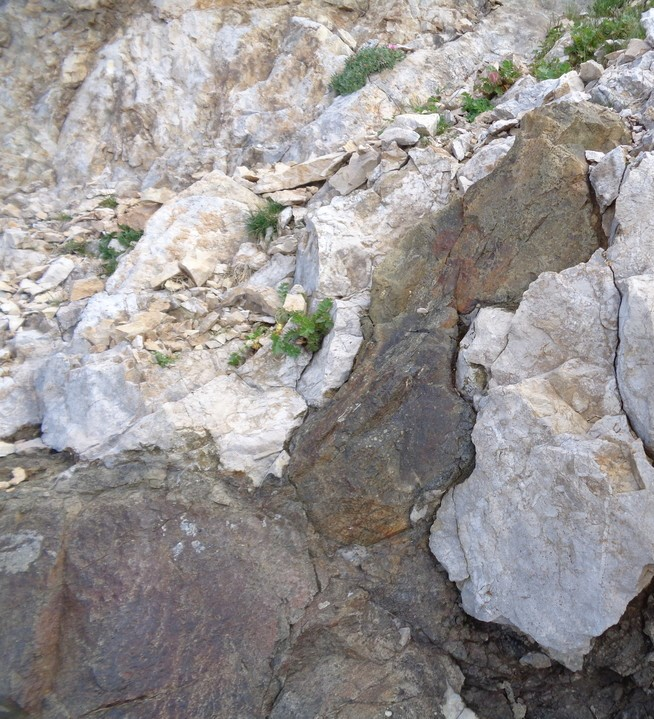
Roccia della cava dei Canzoccoli a Predazzo studiata dal farmacista Demetrio Leonardi.

Nel 1820 l'ingegnere Giuseppe Marzari Pencati (1779-1836) osservò nei pressi della località Canzoccoli  , vicina a Predazzo (all'epoca facente parte del Tirolo austriaco), una stratificazione caratterizzata dalla presenza di una roccia dall'aspetto bianco zuccherino, incastonato in maniera non conforme fra strati di granito scuro. Tale scoperta fu inaspettata e ritenuta incredibile dai geologi dell'epoca, poiché secondo la prevalente teoria del Nettunismo proposta dalla scuola tedesca ogni roccia era il frutto di una sedimentazione ordinata sul fondale di un mare primordiale. Il ritrovamento di questa strana roccia bianca a Predazzo fece invece ipotizzare a Marzari Pencati l'esistenza di un vulcano, il cui magma ad alta temperatura avesse alterato una preesistente roccia calcarea, su cui poi si erano posate le rocce granitiche più scure. Inizialmente i più noti geologi tedeschi, fra cui Christian Leopold von Buch e Alexander von Humboldt non accettarono la nuova teoria, ma raggiunsero ugualmente Predazzo per trovare una spiegazione alternativa: alla fine dovettero però convalidate la tesi magmatica di Marzari Pencati come corretta. L'osservazione di Marzari Pencati contribuì, nonostante gli attacchi iniziali dei nettunisti, a trasformare radicalmente la geologia, dando ulteriore peso alla teoria plutonista che portò in seguito alla nascita della geologia moderna.
Nel 1831 il farmacista Demetrio Leonardi analizzò la roccia interpretandone i risultati come una nuova specie mineralogica composta da carbonato di calcio con carbonato di magnesio ed acqua con formula {\displaystyle [2CaO_{3}+MgCO_{3}]+H_{2}O} a cui diede il nome di predazzite (pehtzold). 

Ecco come Demetrio Leonardi descrive la roccia: 
Demetrio Leonardi aveva una cordiale amicizia col geologo Tommaso Antonio Catullo, considerato il padre della geologia veneta, che il 21 agosto 1833 gli scriveva “Che fa ella in mezzo ai graniti terziari dei Canzocoli?”.
Tuttavia, nel 1847 Alexis Damour dimostrò più accuratamente che la sostanza non era altro che carbonato di calcio ordinario mescolato meccanicamente a idrato di magnesio. Ciononostante, nel 1851 Justus Ludwig Adolph Roth sostenne che nella predazzite l'idrato di magnesio è combinato al carbonato di calcio secondo la formula {\displaystyle 2CaCO_{3}+MgO_{2}H_{2}} che anzi stabilisce un'altra specie mineralogica nota come pencatite (così chiamata in onore di Giuseppe Marzari Pencati). Nel 1869 Hauenschildt, dietro suggerimento di Gustav Tschermak von Seysenegg, sottopose all'esame microscopico due campioni di predazzite di Canzocoli e cinque campioni di pencatite, mettendo in evidenza che l'idrato di magnesio in questi minerali è separato dal carbonato calcico, e vi si trova con tutti i caratteri della brucite; tali osservazioni furono infine confermate da Lemberg dopo le analisi con il nitrato d'argento.